# Palast Orchester

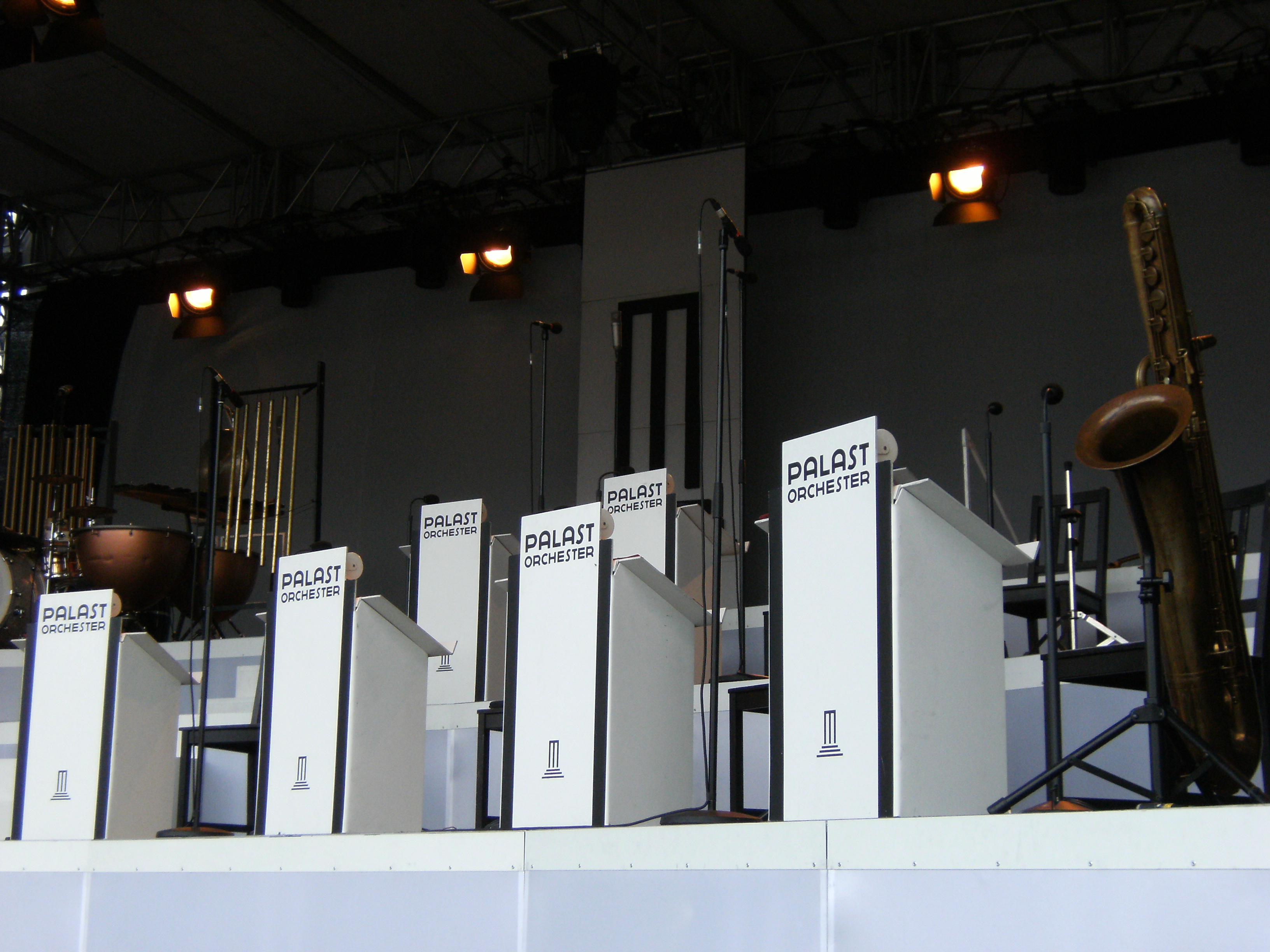
Bühne zur Konzerttournee 2008 Heute Nacht oder nie mit dem Sänger Max Raabe.

 Das Berliner Palast Orchester wurde 1986 gegründet. Es spielt vorwiegend Schlager-, Tanz- und Unterhaltungsmusik der 1920er und 1930er Jahre.

## Geschichte
Das Orchester wurde 1986 von zwölf Musikstudenten gegründet und stand zunächst unter der musikalischen Leitung von Michaela Hüttich. Man nahm sich dabei die Tanzorchester der zwanziger und frühen dreißiger Jahre zum Vorbild. Sänger Max Raabe wurde später auch der Leiter des Orchesters.
Den Durchbruch schaffte das Orchester im Jahr 1994 durch die Mitwirkung im Film Der bewegte Mann und das dort gespielte Lied Kein Schwein ruft mich an. Seither folgten zahlreiche Tourneen durch Deutschland, Österreich, die Schweiz, die Niederlande sowie 2004 nach Italien und in die USA und 2007 nach Japan.
Dazu kamen Auftritte bei großen Bällen wie dem deutschen Bundespresseball, dem Wiener Opernball 2000 und eine eigene Palast-Revue, die im Berliner Wintergarten, in der Alten Oper Frankfurt, im Deutschen Theater München und im Wiener Ronacher gezeigt wurde. In Summe kommt das Orchester auf über 200 Aufführungen im Jahr. Ergänzt wird das Programm durch zahlreiche CD-Aufnahmen.
Das Repertoire des Orchesters umfasst Schlagerkompositionen der 1920er und 1930er Jahre, die weitgehend in Originalbesetzung gespielt werden. Darunter Veronika, der Lenz ist da von Walter Jurmann und Fritz Rotter, Ein Kuß nach Ladenschluß (Will Meisel, Charles Amberg, Günter Schwenn) oder Die Männer sind schon die Liebe wert (von Adolf Steimel und Ralph Maria Siegel). Das Orchester spielt auch Neukompositionen (z. B. Kein Schwein ruft mich an, Klonen kann sich lohnen) und Coverversionen aktueller Titel (z. B. von Britney Spears oder Shaggy) im 1920er Jahre-Stil.
Außerdem war das Orchester in dem Film Nacht über Berlin zu sehen, der am 20. Februar 2013 im Ersten ausgestrahlt wurde.
Im Winter 2021 war das Palast Orchester mit Max Raabe zu Gast bei Otto Fröhliche – Advent, Advents mit Otto und Friends im NDR.

## Diskografie
Studioalben

| Jahr | Titel Musiklabel                                                                        | Höchstplatzierung, Gesamtwochen, AuszeichnungChartplatzierungen (Jahr, Titel, Musiklabel, Platzierungen, Wochen, Auszeichnungen, Anmerkungen) | Höchstplatzierung, Gesamtwochen, AuszeichnungChartplatzierungen (Jahr, Titel, Musiklabel, Platzierungen, Wochen, Auszeichnungen, Anmerkungen) | Höchstplatzierung, Gesamtwochen, AuszeichnungChartplatzierungen (Jahr, Titel, Musiklabel, Platzierungen, Wochen, Auszeichnungen, Anmerkungen) | Anmerkungen |
| Jahr | Titel Musiklabel                                                                        | DE | AT | CH | Anmerkungen |
| ---- | --------------------------------------------------------------------------------------- | --- | --- | --- | --- |
| 1988 | Folge 1 – Die Männer sind schon die Liebe wert Monopol Records                          | — | — | — | Erstveröffentlichung: September 1988                                                                                       |
| 1989 | Folge 2 – Kleines Fräulein, einen Augenblick Monopol Records                            | — | — | — | Erstveröffentlichung: Oktober 1989                                                                                         |
| 1991 | Folge 3 – Ich hör’ so gern Musik Monopol Records                                        | — | — | — | Erstveröffentlichung: 1991                                                                                                 |
| 1994 | Folge 5 – Dort tanzt Lu-Lu! Monopol Records                                             | — | — | — | Erstveröffentlichung: Juni 1994                                                                                            |
| 1995 | Folge 6 – Bel Ami Monopol Records                                                       | — | — | — | Erstveröffentlichung: 1995                                                                                                 |
| 1996 | Folge 7 – Music, Maestro, Please! Monopol Records                                       | — | — | — | Erstveröffentlichung: 16. September 1996                                                                                   |
| 1997 | Folge 8 – Mein kleiner grüner Kaktus Monopol Records                                    | DE64 (7 Wo.)DE | — | — | Erstveröffentlichung: 7. April 1997                                                                                        |
| 1999 | Ein Freund, ein guter Freund RCA Records                                                | — | AT38 (3 Wo.)AT | — | Erstveröffentlichung: 1. März 1999                                                                                         |
| 1999 | Folge 9 – Junger Mann im Frühling Monopol Records                                       | — | — | — | Erstveröffentlichung: 15. März 1999                                                                                        |
| 2000 | Krokodile und andere Hausfreunde BMG Rights Management / RCA Records                    | — | — | — | Erstveröffentlichung: 3. April 2000                                                                                        |
| 2000 | Die Hits des Jahres BMG Rights Management / RCA Records                                 | DE77 (4 Wo.)DE | AT62 (3 Wo.)AT | — | Erstveröffentlichung: 27. November 2000                                                                                    |
| 2001 | Charming Weill: Dance Band Arrangements BMG Rights Management / RCA Records             | — | — | — | Erstveröffentlichung: 5. Februar 2001                                                                                      |
| 2001 | Super Hits BMG Rights Management / RCA Records                                          | — | — | — | Erstveröffentlichung: 7. Juli 2001                                                                                         |
| 2002 | Super Hits 2 RCA Records                                                                | DE49 (3 Wo.)DE | — | — | Erstveröffentlichung: 7. Januar 2002                                                                                       |
| 2002 | Ich wollt’ ich wär ein Huhn RCA Records                                                 | — | — | — | Erstveröffentlichung: 3. Juni 2002                                                                                         |
| 2006 | Komm, lass uns einen kleinen Rumba tanzen Warner Music                                  | DE32 (5 Wo.)DE | AT61 (2 Wo.)AT | — | Erstveröffentlichung: 2. März 2006                                                                                         |
| 2007 | Erinnerungen in Musik Monopol Records                                                   | — | — | — | Erstveröffentlichung: 7. September 2007                                                                                    |
| 2010 | Übers Meer Decca Records                                                                | DE28 (7 Wo.)DE | — | — | Erstveröffentlichung: 15. Januar 2010                                                                                      |
| 2011 | Küssen kann man nicht alleine / One Cannot Kiss Alone (englische Version) Decca Records | DE3 Platin · (43 Wo.)DE | AT11 (20 Wo.)AT | CH39 (21 Wo.)CH | Erstveröffentlichung: 28. Januar 2011 (DE-Version) Erstveröffentlichung: 21. Februar 2012 (EN-Version) Verkäufe: + 200.000 |
| 2013 | Für Frauen ist das kein Problem Decca Records                                           | DE2 Gold · (23 Wo.)DE | AT10 (12 Wo.)AT | CH38 (5 Wo.)CH | Erstveröffentlichung: 11. Januar 2013 Verkäufe: + 100.000                                                                  |
| 2017 | Der perfekte Moment … wird heut verpennt We Love Music                                  | DE15 Gold · (26 Wo.)DE | AT17 (9 Wo.)AT | — | Erstveröffentlichung: 27. Oktober 2017 Verkäufe: + 100.000                                                                 |
| 2022 | Wer hat hier schlechte Laune We Love Music                                              | DE3 (24 Wo.)DE | AT23 (6 Wo.)AT | CH75 (2 Wo.)CH | Erstveröffentlichung: 14. Oktober 2022                                                                                     |
| 2023 | Mir ist so nach dir – Klassiker der 20er und 30er Deutsche Grammophon                   | DE8 (12 Wo.)DE | AT34 (2 Wo.)AT | CH72 (2 Wo.)CH | Erstveröffentlichung: 29. September 2023                                                                                   |